# Chadisroides coreanus
Chadisroides coreanus är en fjärilsart som beskrevs av Matsumura 1924. Chadisroides coreanus ingår i släktet Chadisroides och familjen tandspinnare. Inga underarter finns listade i Catalogue of Life.